# Səfikürd (Goranboy)
Səfikürd è un comune dell'Azerbaigian situato nel distretto di Goranboy. Conta una popolazione di 3 998 abitanti.